# Newton
Newton [njúton] (tudi njúten, nepravilno njuton) je izpeljana enota mednarodnega sistema enot za silo. Poimenovana je po Isaacu Newtonu zaradi njegovega dela na področju klasične mehanike.

## Definicija
1 Newton je sila, ki pospeši telo z maso 1 kilogram za 1 meter na kvadratno sekundo v smeri sile.
Leta 1946 je generalna konferenca za uteži in mere standarizirala enoto za silo v sistemu enot MKS kot silo potrebno, da se 1 kilogram mase pospeši s pospeškom 1 metra na kvadratno sekundo. Na 9. generalni konferenci za uteži in mere so leta 1948 za enoto sile sprejeli newton. Sistem MKS je bil osnova za današnji Mednarodni sistem enot (SI). Newton je zato postal standardna enota sile v SI.
Enota je poimenovana po Issacu Newtonu. Kot pri vseh enotah SI poimenovanih po osebi je prva črka enote velika tiskana (N). Ime enote pišemo z malo začetnico, izvirno (newton) ali podomačeno (njuten).
Drugi Newtonov zakon gibanja pravi, da {\displaystyle F=ma}, kjer je {\displaystyle F} sila, ki deluje na telo z maso {\displaystyle m} in {\displaystyle a} pospešek tega telesa. Newton je torej:
| F   | = | m    | {\displaystyle \cdot } | a      |
| --- | - | ---- | ---------------------- | ------ |
| 1 N | = | 1 kg | {\displaystyle \cdot } | 1 m/s2 |
Razsežnost sile je torej:
{\displaystyle F={\frac {ML}{T^{2}}}}
kjer je {\displaystyle F} sila, {\displaystyle M} masa, {\displaystyle L} dolžina in {\displaystyle T} čas.

## Faktorji za pretvarjanje
| p · p · u · z                                                 | newton (SI enota) | dina         | kilopond           | pound-force         | poundal             |
| ------------------------------------------------------------- | ----------------- | ------------ | ------------------ | ------------------- | ------------------- |
| 1 N                                                           | ≡ 1 kg⋅m/s2       | = 105 dyn    | ≈ 0.10197 kp       | ≈ 0.22481 lbf       | ≈ 7.2330 pdl        |
| 1 dyn                                                         | = 10−5 N          | ≡ 1 g⋅cm/s2  | ≈ 1.0197 × 10−6 kp | ≈ 2.2481 × 10−6 lbf | ≈ 7.2330 × 10−5 pdl |
| 1 kp                                                          | = 9.80665 N       | = 980665 dyn | ≡ gn⋅(1 kg)        | ≈ 2.2046 lbf        | ≈ 70.932 pdl        |
| 1 lbf                                                         | ≈ 4.448222 N      | ≈ 444822 dyn | ≈ 0.45359 kp       | ≡ gn⋅(1 lb)         | ≈ 32.174 pdl        |
| 1 pdl                                                         | ≈ 0.138255 N      | ≈ 13825 dyn  | ≈ 0.014098 kp      | ≈ 0.031081 lbf      | ≡ 1 lb⋅ft/s2        |
| Vrednost gn je uporabljena kot v uradni definiciji kiloponda. |                   |              |                    |                     |                     |